# Секстина
Сексти́на, або секстет (італ. sextina, від лат. sex — шість) — строфа із шести рядків подовженого (п'ятистопного чи шестистопного) ямба, що складається із чотиривірша (катрена) з перехресним римуванням та двовірша (диптиха) із суміжним римуванням за схемою: абабвв, досить поширена в українській поезії:
Щодень гостріші лінії руки, ………….а
Темніше — восковіюче обличчя. …..б
І голос твій уже такий слабкий, ……..а
Неначе він доходить з потойбіччя. …б
Гарячим болем спалені уста, ……….в
А в узголов'ї — чорна тінь хреста. …в (Ігор Качуровський).
Подеколи у секстині вживається римування за схемою абабаб («Слово про рідну матір» М. Рильського) чи аббааб:
Чи зумієш ти кохати, ………а
Щоб за все, про все забути, б
Щоб усі зірвати пути, ………б
Щоб усі зламати ґрати? ……а
Чи зумієш ти літати, ………..а
Щоб зі мною в парі бути? ….б (М. Вороний).
Трапляються секстини, побудовані за принципом тернарного римування (аабввб).
Винахідником секстини вважають трубадура Арнаута Даніеля.
Різноманітні схеми римування секстини набули поширення в провансальській поезії трубадурів і розвинулись в середньовічній італійській поезії, зазнавши у процесі еволюції певних модифікацій.